# Торрес-дель-Пайне (комуна)
Торрес-дель-Пайне (ісп. Torres del Paine) — муніципалітет в Чилі. Адміністративний центр комуни — селище Сьєрра-Кастильйо. Населення — 163 особи (2002). Селище і комуна входить до складу провінції Ультіма-Есперанса і області Магальянес і Чилійська Антарктика.
Територія комуни — 6630 км². Чисельність населення — 941 жителів (2007). Щільність населення — 0,11 чол/км².

## Розташування
Селище Сьєрра-Кастильйо розташоване за 257 км на північний захід від адміністративного центру області міста Пунта-Аренас і за 83 км на північ від адміністративного центру провінції міста Пуерто-Наталес.
Комуна межує:
- на півночі — з провінцією Санта-Крус (Аргентина)
- на сході — з провінцією Санта-Крус (Аргентина)
- на півдні — з комуною Наталес
- на заході — з комуною Наталес

## Демографія
Згідно з відомостями, зібраними в ході перепису Національним інститутом статистики, населення комуни становить 941 осіб, з яких 693 чоловіків і 248 жінок.
Населення комуни становить 0,6% від загальної чисельності населення області Магальянес і Чилійська Антарктика, при цьому 100% належить до сільського населення і 0% — міське населення.